# Olidiana bigemina
Olidiana bigemina är en insektsart som beskrevs av Zhang 1990. Olidiana bigemina ingår i släktet Olidiana och familjen dvärgstritar. Inga underarter finns listade i Catalogue of Life.